# Arthur Reeves
Arthur Reeves est un directeur de la photographie américain né le 1er mai 1892 à Illinois et mort le 10 octobre 1954 à Hollywood.

## Filmographie

### Cinéma
- 1915 : The Alster Case
- 1916 : That Sort
- 1916 : The Havoc
- 1916 : The Misleading Lady d'Arthur Berthelet
- 1917 : Max Comes Across de Max Linder
- 1917 : Max et son taxi de Max Linder
- 1917 : Max veut divorcer de Max Linder
- 1917 : The Small Town Guy
- 1917 : Two-Bit Seats
- 1918 : A Pair of Sixes
- 1918 : Ruggles of Red Gap (en) de Lawrence C. Windom
- 1920 : The Misfit Wife d'Edmund Mortimer
- 1921 : The Greater Claim (en)
- 1922 : Afraid to Fight
- 1922 : Any Night
- 1922 : Ashes de Gilbert M. 'Broncho Billy' Anderson
- 1922 : Out of the Silent North
- 1922 : The Galloping Kid
- 1922 : The Man Who Married His Own Wife
- 1923 : Wild Bill Hickok de Clifford Smith
- 1924 : Pride of Sunshine Alley de William James Craft
- 1925 : Galloping Vengeance (en) de William James Craft
- 1925 : That Man Jack ! de William James Craft
- 1925 : The Bloodhound (en) de William James Craft
- 1925 : The Range Terror de William James Craft
- 1926 : Man Rustlin'
- 1926 : The Dead Line
- 1926 : The Fighting Boob
- 1926 : The Mile-a-Minute Man
- 1926 :  La puissance des faibles (en) (The Power of the Weak) de William James Craft
- 1926 : The Test of Donald Norton
- 1927 : A Bowery Cinderella
- 1927 : Broadway Madness
- 1927 : The Arizona Whirlwind (en) de William James Craft
- 1928 : Satan and the Woman
- 1928 : The Stronger Will
- 1928 : Women Who Dare
- 1929 : The Phantom of the North
- 1929 : Untamed Justice
- 1930 : Sunny Skies de Norman Taurog
- 1930 : Sunny de William A. Seiter
- 1930 : The Medicine Man de Scott Pembroke
- 1930 : The Swellhead
- 1930 : Wings of Adventure de Richard Thorpe